# Robert Christgau
Robert Christgau (Greenwich Village, Nova York, 18 d'abril de 1942) és un assagista estatunidenc, escriptor i crític musical autodeclarat «degà dels crítics del rock nord-americà». Firma els seus articles com a Xgau.

## Carrera i estudis
El 1954 Christgau va esdevenir un fanàtic del rock a Nova York, en escoltar el Dj Alan Freed. Va deixar l'escola de Nova York per anar al Dartmouth College a Nou Hampshire on es va graduar el 1962. Després del col·legi, els interessos musicals de Christgau es van inclinar cap al jazz, però ràpidament va tornar al rock després de mudar-se de nou a Nova York.
Si bé inicialment escrivia històries de ciència-ficció, el 1964 va esdevenir cronista esportiu i després va treballar com a reporter d'històries policials per al Newark Star-Ledger. Christgau es va convertir en un escriptor freelance després que una història que va escriure sobre la mort d'una dona a New Jersey fos publicada a la revista New York. Li van sol·licitar que treballés en la columna de música de la revista Esquire. Hi va començar a escriure al començament de 1967. Després que Esquire descontinués la columna, Christgau va anar a treballar a The Village Voice el 1969, i també va treballar com a professor de secundària.
Cap al començament de 1972, va acceptar un treball de temps complet com a crític de música per a Newsday. Christgau va tornar a The Village Voice el 1974 com a editor musical. Va treballar allà fins i tot el 2006, quan el van acomiadar «per qüestions de gustos» poc després que el diari fos comprat pel New Times Media i que molt col·laboradors se'n van anar o van ser acomiadats. Dos mesos després Christgau va passar a la revista Rolling Stone com redactor. A la darreria de 2007 va ser acomiadat de Rolling Stone. Durant 41 anys va editar el Consumer Guide, crítiques breus de més de 15.000 discs. El format, integrat des de 2007 en la plataforma MSN Music va ser abandonat el 2010.
Xgau també és un escriptor freqüent de les revistes nord-americanes Playboy, Spin, Creem i Blender. Des del 2005 és professor visitant al Clive Davis Department of Recorded Music (departament Clive Davis de música enregistrada) de la Universitat de Nova York.